# Les Canals (Navès)
|  | Aquest article tracta sobre l'indret del municipi de Navès. Vegeu-ne altres significats a «les Canals». |

Les Canals és una costa del poble de la Valldora, al municipi de Navès (Solsonès). Està situada al vessant meridional de la rasa de les Fraus.